# Napai
Napai is een bestuurslaag in het regentschap Aceh Barat van de provincie Atjeh, Indonesië. Napai telt 380 inwoners (volkstelling 2010).